# Skřivanovití
Skřivanovití (Alaudidae) je čeleď středně velkých zpěvných ptáků. Všechny druhy čeledi žijí ve Starém světě a severní a východní Austrálii, jeden se rozšířil do Severní Ameriky (skřivan ouškatý). V Česku se pravidelně vyskytují tři druhy skřivanovitých (skřivan polní, skřivan lesní a chocholouš obecný).
Dnes známe přibližně 93 až 100 druhů náležejících do této čeledi, a to v závislosti na použité taxonomii.

## Rody
- Mirafra, skřivan
- Pinarocorys, skřivan
- Heteromirafra, skřivan
- Certhilauda, skřivan
- Chersomanes, skřivan
- Eremopterix, skřivan
- Ammomanes, skřivan
- Alaemon, skřivan
- Ramphocoris, skřivan
- Melanocorypha, kalandra
- Calandrella, skřivánek
- Spizocorys, skřivánek
- Eremalauda, skřivánek
- Chersophilus, skřivan
- Galerida, chocholouš
- Pseudalaemon, skřivan
- Lullula, skřivan
- Alauda, skřivan
- Eremophila, skřivan